# Озерецковский, Геннадий Евгеньевич
Генна́дий Евге́ньевич Озерецко́вский (4 (16) сентября 1895 — 25 сентября 1977, Париж) — писатель и общественный деятель Русского Зарубежья, эмигрант.

## Биография
Окончил Тульскую классическую гимназию. Учился на физико-математическом факультете Петербургского университета.
Во время Первой мировой войны окончил Павловское училище и служил в лейб-гвардии Московском полку подпоручиком. Окончил Первую мировую войну в звании штабс-капитана. Был контужен.
Во время Гражданской войны сражался в рядах Добровольческой армии, получил ранение под Армавиром, эвакуировался через Константинополь в Югославию.
В Загребе окончил агрономический факультет. С 1926 года во Франции. При Русской академической группе в Париже защитил докторскую диссертацию по социальным наукам (1931). Автор научных трудов.
Основатель и председатель литературного общества «Солёный кружок». Активный член Русского студенческого христианского движения (РСХД).
В Париже вышли его книги «Червь земли» (1969), «Русский блистательный Париж до войны» (1973), «Война и после войны» (1975), «Последние из могикан» (1977).
Похоронен на русском кладбище Сент-Женевьев-де-Буа.

### Семья
- Отец — Евгений Павлович Озерецковский, священник.
- Сестра — Валентина Евгеньевна Озерецковская, учительница.
- Жена — Наталия Алексеевна Озерецковская (урождённая Бакунина; 1907—1991) — прозаик (псевдоним Ярцева), мемуарист[4], дочь А. И. Бакунина.
- Сын — Михаил Геннадиевич Озерецковский (род. 1938)[5].
- Племянник — Озюм Геннадий Зимовьевич

## Основные произведения
- Червь земли. — Париж, 1970.
- Русский блистательный Париж до войны: Организации, философы, писатели, «простые смертные», любовь.. — Париж, 1973. — 209 с.
- Война и после войны. — Париж, 1975. — 198 с.
- Последние из могикан. — Париж, 1977.